# Tyrann
För fågelfamiljen, se tyranner.
En tyrann (av grekiska: τυραννος, tyrannos) är en egenmäktig envåldshärskare som utövar absolut makt och regerar genom tyranni.

## Antiken
I antikens Grekland saknade ordet "tyrann" den negativa klang det har idag. En tyrann var helt enkelt en härskare som störtat en konstitutionell regim i en stadsstat, ofta genom populärt stöd vilket tillät honom att etablera sig som diktator. Cypselos blev på 600-talet f.Kr. Korinths första tyrann och lyckades överlämna sin makt till sin son Periander. Dylika successioner var dock inte oproblematiska för tyranner. I Aten gavs titeln "tyrann" först till Peisistratos 560 f.Kr. och ärvdes därefter av hans söner och fick i kontrast med den framväxande demokratin i staden sin nutida negativa innebörd då "tyrann" i princip är synonymt med "förtryckare". De trettio tyrannerna som Sparta tillsatte i det besegrade Aten 404 f.Kr. förde ett skräckregemente och 1 500 personer dog under den tid de styrde.
Tyrannernas storhetstid infann sig på 500-talet f.Kr. då många regeringar störtades i Grekland och Kleisthenes regerade i Sikyon på Peloponnesos och Polykrates regerade över Samos. Det var under denna tid som persiska riket lyckades hota Grekland allvarligt genom att stödja tyrannerna mot deras inre fiender. De grekiska tyrannierna var i princip en konsekvens av de lägre klassernas kamp mot aristokratin samt präst- och kungastånden som kunde åberopa arkaiska traditioner och mytologi. Tyrannerna vann ofta makten genom kupper och blev ofta populära härskare, åtminstone inledningsvis. Peisistratos till exempel blev ihågkommen genom en episod (återgiven av Aristoteles men förmodligen uppdiktad) där han befriade en bonde från skatt eftersom hans mark gav en så klen skörd. Däremot störtades och mördades Peisistratos söner Hippias och Hipparchos.

Tyrannerna på Sicilien var produkter av liknande omständigheter, men på Sicilien stärktes tyrannernas maktställning genom det konstanta militära hotet från Karthago som gjorde att militära ledare lätt kunde vinna folkets stöd. Sicilianska tyranner som Gelon, Hiero I, Hiero II, Dionysios den äldre och Dionysios den yngre höll sig med stora hov som var viktiga kulturbärare.
I romerska riket var medvetenheten om hotet från populistiska maktövertaganden generellt större än i Grekland.

## Sverige
I Sverige är troligen det mest kända exemplet på användandet av ordet tyrann det tillnamn som gavs den danske kungen Kristian II efter Stockholms blodbad. Han kallas fortfarande idag i Sverige för Kristian Tyrann.